# Белявский, Давид Сагитович
Дави́д Саги́тович Беля́вский (род. 23 февраля 1992, Воткинск, Россия) — российский гимнаст. Олимпийский чемпион 2020 года в командном многоборье, серебряный призёр Олимпийских игр 2016 года в командном многоборье, бронзовый призёр Олимпийских игр 2016 года в упражнении на параллельных брусьях, чемпион мира 2019 года в командном многоборье, бронзовый призер кубка России наравне с Митрофановым, Владиславом Алексеевичем, семикратный чемпион Европы, многократный призёр чемпионатов мира и Европы, победитель I Европейских игр 2015 года в Баку и II Европейских игр 2019 года в Минске. Воспитанник ДЮСШ «Локомотив» (г. Екатеринбург).

## Спортивная карьера

### 2008
В 2008 году в составе юниорской сборной России стал серебряным призёром первенства Европы по спортивной гимнастике в Швейцарии. Российская команда в составе Эмина Гарибова, Давида Белявского, Игоря Пахоменко, Кирилла Игнатенкова и Матвея Петрова стала второй, набрав 263,300 балла. Россияне получили лучшую сумму баллов за перекладину (43,050), вторую — за коня (43,700) и брусья (43,800), третью — за кольца (43,100) и опорный прыжок (46,800). Менее удачно получились вольные упражнения, где был получен четвёртый результат — 42,850. Ещё одну серебряную медаль Давид выиграл в опорном прыжке.

### 2009
На европейском юношеском олимпийском фестивале в Тампере спортсмен 4 раза поднимался на верхнюю ступень пьедестала. Сначала Давид с Игорем Пахоменко и Михаилом Андреевым одержали победу в командных соревнованиях, набрав в сумме 164 балла, затем Давид занял первое место в многоборье, опередив румына Андрея Василе Мунтяна на 1,5 балла и одержал 2 победы в отдельных видах многоборья — в вольных упражнениях и на кольцах.
На соревнованиях по спортивной гимнастике в Японии Japan Juniour International Competitions, своего рода неофициальном чемпионате мира среди юниоров, екатеринбуржец сумел подтвердить свой класс, выиграв «золото» в прыжке (16,100), «серебро» — на перекладине (14,800) и «бронзу» — на коне (13,950). В многоборье он стал четвёртым (85,850), допустив ошибки в упражнениях на кольцах и в прыжке.

### 2010
На чемпионате России Д. Белявский стал серебряным призёром в опорном прыжке и бронзовым в упражнении на брусьях, что позволило ему войти в состав сборной России на чемпионат Европы в Бирмингеме, но из-за извержения вулкана в Исландии сборная не смогла вовремя вылететь и не приняла участия в турнире.
На проходившем в Челябинске Кубке России Давид выиграл квалификацию многоборья и попал в финал на пяти снарядах. В финале многоборья шёл первым, но в итоге стал четвёртым: на коне неправильно поставил руку и упал. Завоевал «золото» в вольных упражнениях, опередив лучшего гимнаста Европы и мира в этом виде программы Антона Голоцуцкова, а в опорном прыжке стал вторым. По итогам Кубка России и контрольных тренировок на «Озере Круглом» спортсмен вошёл в состав сборной на чемпионат мира, где сборная России заняла 6-е место.

### 2012
Серебряный призёр чемпионата Европы в Монпелье (Франция), В командном первенстве. В августе это же года выступил на Олимпийских играх 2012 в Лондоне, где занял в составе команды 6 место, в личном многоборье 5 место и на коне 7 место.

### 2013
В 2013 стал чемпионом России в многоборье и в параллельных брусьях. Также стал чемпионом Европы 2013 года в индивидуальном многоборье (89,799). Также завоевал бронзу в финале параллельных брусьев (15,533) и занял 5-е место в вольных упражнениях 14,4.
Вместе с Николаем Куксенковым, Эмином Гарибовым, Денисом Аблязиным и Никитой Игнатьевым завоевали командное золото на летней Универсиаде 2013 года в Казани. Также завоевал бронзовую медаль в многоборье (в паре с украинским гимнастом Олегом Верняевым). В финале соревнований он завоевал бронзовую медаль в вольных упражнениях и серебряную медаль на параллельных брусьях, уступив соотечественнику Эмину Гарибову.
Примерно за неделю до чемпионата мира 2013 года Белявский получил травму лодыжки. Он продолжал участвовать в чемпионатах мира, однако вышел в финал многоборья только на 14-м месте, заняв 12-е место в финале с результатом 86,274 балла.

### 2014
В 2014 году стал двукратным чемпионом России в личном многоборье и трехкратным чемпионом России в параллельных брусьях.
На Чемпионате Европы 2014 в Софии вместе с Денисом Аблязиным, Александром Баландиным, Никитой Игнатьевым и Николаем Куксенковым завоевали золотую медаль России в командном зачете. На параллельных брусьях занял 2-е место. Он также занял 8-е место в вольных упражнениях.
На чемпионате мира 2014 в Наньнине, Китай, занял 5-е место в команде и 5-е место в многоборье.

### 2015
В 2015 году стал трехкратным чемпионом России в многоборье и четырехкратным чемпионом России в параллельных брусьях.
На чемпионате Европы 2015 года в Монпелье, Франция, занял 2 место в многоборье и вольных упражнениях.
На Европейских играх 2015, завоевал золото в командном зачете, завоевал бронзовую медаль в вольных упражнениях, серебряную медаль на параллельных брусьях и 4 место на коне.
На чемпионате мира 2015 года занял 4 место в командном первенстве и 11 в многоборье.

### 2016
На чемпионате России 2016 года стал пятикратным чемпионом России на параллельных брусьях и золото в командном многоборье, также занял 2 место в упражнении на коне и 3 место в личном многоборье.
На чемпионате Европы 2016 стал чемпионом Европы в командном первенстве и на параллельных брусьях.
На летних Олимпийских играх 2016 в Рио-де-Жанейро вместе с Иваном Стретовичем, Денисом Аблязиным, Николаем Куксенковым и Никитой Нагорным завоевали серебряную медаль в командном первенстве. Также завоевал бронзовую медаль на параллельных брусьях, 4 место в личном многоборье и 5 место на коне.

### 2017
На чемпионате России 2017 завоевал 1 место на коне и перекладине. Также 5 место в командном первенстве и вольных упражнениях.
На чемпионате Европы 2017 завоевал золотую медаль на коне и бронзовую медаль на перекладине, также занял 4 место на параллельных брусьях.

### 2018
На чемпионате России 2018 выиграл золотую медаль на коне, серебро в личном многоборье, упражнениях на кольцах и перекладине, также бронзу в командном многоборье.
На чемпионате Европы 2018 завоевал золото в команде, серебро на брусьях и 4 место на коне.
На чемпионате мира 2018 завоевал серебряную медаль в команде и 7 место на коне.

### 2019
На Европейских играх 2019 завоевал золотую медаль в личном многоборье и на коне, также 4 место на брусьях и 5 место на перекладине.

### 2021
На чемпионате России 2021 завоевал бронзовую медаль в личном многоборье и золотую медаль на коне.
На летних Олимпийских играх 2020 стал олимпийским чемпионом в командном многоборье вместе с Денисом Аблязиным, Артуром Далалояном и Никитой Нагорным. Данную награду команда России завоевала впервые за 25 лет.

## Образование
Окончил магистратуру института физической культуры, спорта и молодежной политики Уральского федерального университета по программе «Управление и технологии в сфере физической культуры и спорта».

## Личная жизнь
30 октября 2016 года женился на Марии Михайловой. В сентябре 2017 года у них родилась дочь Алисия.

## Результаты
| Год  | Турнир                                              | Место проведения | Вид программы         | Место | Очки    | Место (квалиф.) | Очки (квалиф.) |
| ---- | --------------------------------------------------- | ---------------- | --------------------- | ----- | ------- | --------------- | -------------- |
| 2010 | XLII чемпионат мира по спортивной гимнастике        | Роттердам        | Командное             | 6     | 263.170 | 6               | 355.076        |
| 2011 | Кубок России по спортивной гимнастике               | Екатеринбург     | Вольные упражнения    | 6     | 14.580  | 3               | 15.075         |
| 2011 | Кубок России по спортивной гимнастике               | Екатеринбург     | Конь/махи             | 2     | 15.080  | 9               | 13.950         |
| 2011 | Кубок России по спортивной гимнастике               | Екатеринбург     | Параллельные брусья   | 8     | 12.380  | 1               | 15.600         |
| 2011 | Кубок России по спортивной гимнастике               | Екатеринбург     | Абсолютное первенство | 4     | 89.975  | 4               | 88.275         |
| 2011 | XLIII чемпионат мира по спортивной гимнастике       | Токио            | Командное первенство  | 4     | 269.045 | 5               | 353.725        |
| 2011 | XLIII чемпионат мира по спортивной гимнастике       | Токио            | Абсолютное первенство | 6     | 89.274  | 16              | 87.632         |
| 2012 | Летние Олимпийские игры                             | Лондон           | Командное первенство  | 6     | 269.603 | 2               | 272.595        |
| 2012 | Летние Олимпийские игры                             | Лондон           | Абсолютное первенство | 5     | 90.297  | 2               | 90.832         |
| 2012 | Летние Олимпийские игры                             | Лондон           | Конь/махи             | 7     | 14.733  | 7               | 14.900         |
| 2013 | V Личный чемпионат Европы по спортивной гимнастике  | Москва           | Абсолютное первенство | 1     | 89.799  | 3               | 88.265         |
| 2013 | V Личный чемпионат Европы по спортивной гимнастике  | Москва           | Вольные упражнения    | 5     | 14.400  | 2               | 15.433         |
| 2013 | V Личный чемпионат Европы по спортивной гимнастике  | Москва           | Параллельные брусья   | 3     | 15.533  | 6               | 15.066         |
| 2013 | XXVII Всемирная летняя Универсиада                  | Казань           | Командное первенство  | 1     | 273.150 | Не проводилась  | Не проводилась |
| 2013 | XXVII Всемирная летняя Универсиада                  | Казань           | Абсолютное первенство | 3     | 89.600  | 4               | 89.750         |
| 2013 | XXVII Всемирная летняя Универсиада                  | Казань           | Вольные упражнения    | 3     | 15.250  | 2               | 15.300         |
| 2013 | XXVII Всемирная летняя Универсиада                  | Казань           | Параллельные брусья   | 2     | 15.625  | 4               | 15.550         |
| 2013 | XLIV Чемпионат мира по спортивной гимнастике        | Антверпен        | Абсолютное первенство | 12    | 86.274  | 14              | 86.065         |
| 2015 | VI Личный чемпионат Европы по спортивной гимнастике | Монпелье         | Абсолютное первенство | 2     | 88.131  | 6               | 85.864         |

## Спортивные звания

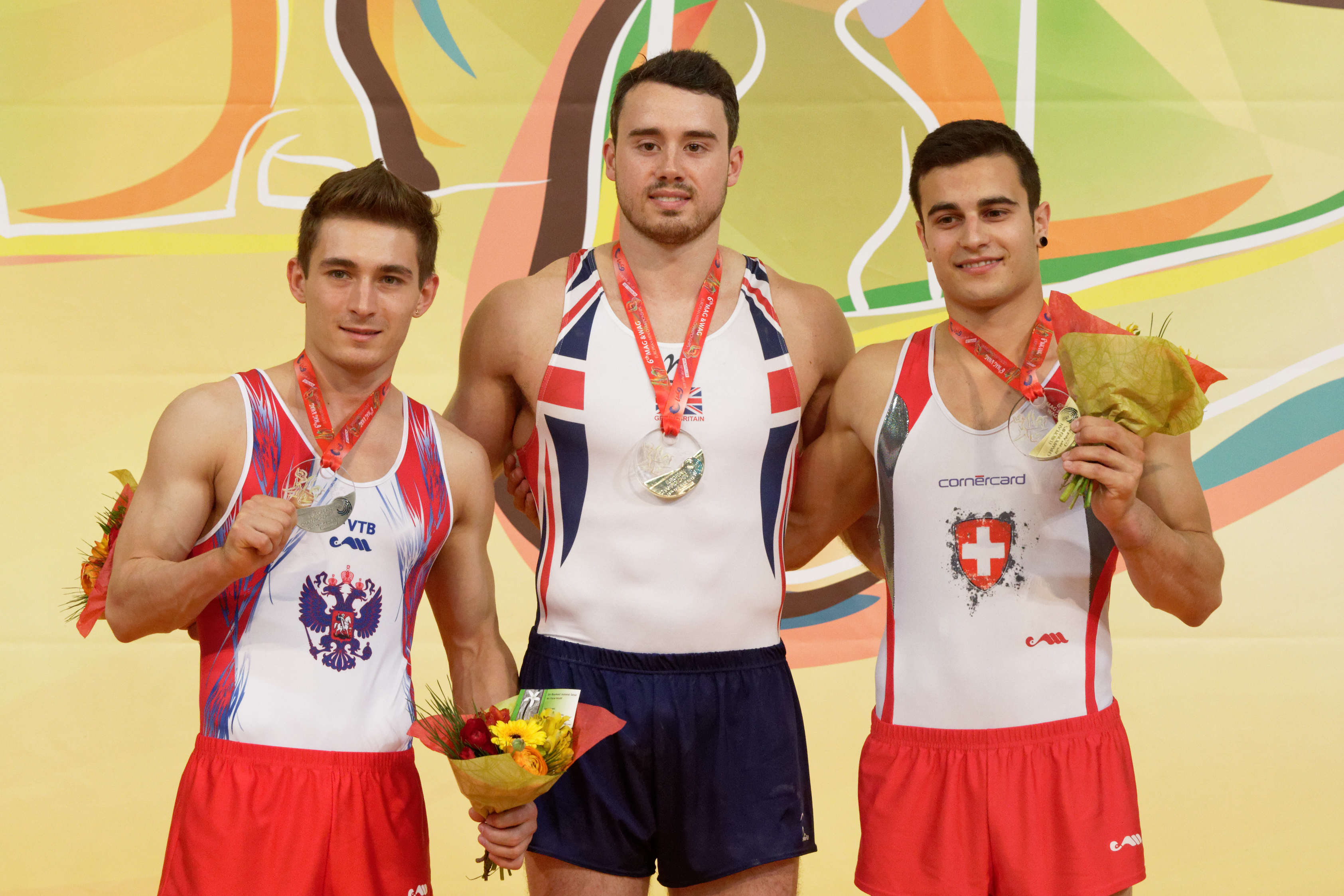
Чемпионат Европы по спортивной гимнастике, 2015 год

- Мастер спорта России международного класса (5 апреля 2010 года)[8].
- Заслуженный мастер спорта России (15 декабря 2014 года)[9].

## Награды
- Почётная грамота Президента Российской Федерации (19 июля 2013 года) — за высокие спортивные достижения на XXVII Всемирной летней универсиаде 2013 года в городе Казани[10].
- Медаль ордена «За заслуги перед Отечеством» I степени (25 августа 2016 года) — за высокие спортивные достижения на Играх XXXI Олимпиады 2016 года в городе Рио-де-Жанейро (Бразилия), проявленные волю к победе и целеустремленность[11].
- Орден Дружбы (11 августа 2021 года) — за большой вклад в развитие отечественного спорта, высокие спортивные достижения, волю к победе, стойкость и целеустремленность, проявленные на Играх XXXII Олимпиады 2020 года в городе Токио (Япония)[12].